# Maria Morera i Colomer
Maria Morera i Colomer   (Begur, 2003) és una actriu catalana. Ha interpretat el paper de Sara Amat a la pel·lícula La vida sense la Sara Amat, dirigida per Laura Jou, i a la seqüela, la sèrie Cucut, dirigida per Jou i Fernando Trullols. A més, destaca com a protagonista de Libertad de Clara Roquet, pel·lícula guanyadora de dos premis Goya i cinc premis Gaudí, incloent el de Millor Protagonista femenina. Actualment estudia un grau d'Humanitats a la Universitat Pompeu Fabra.

## Filmografia

### Cinema
| Any  | Títol                      | Personatge | Annotacions  |
| ---- | -------------------------- | ---------- | ------------ |
| 2019 | La vida sense la Sara Amat | Sara Amat  |              |
| 2021 | Libertad                   | Nora       |              |
| 2022 | Son pardos                 |            | Curtmetratge |
| 2022 | Flechas                    |            | Curtmetratge |
| 2024 | El 47                      | Mar        |              |

### Televisió
| Any  | Títol      | Personatge | Episodis                    |                                           |
| ---- | ---------- | ---------- | --------------------------- | ----------------------------------------- |
| 2021 | Buga Buga  | Mire       | 1 episodi (1x06)            |                                           |
| 2022 | Cucut      | Sara Amat  | 5 episodis (serie sencera)  | Continuació de La vida sense la Sara Amat |
| 2024 | Jo mai mai | Rita       | 16 episodis (sèrie sencera) |                                           |

### Sèries
| Any  | Títol  | Personatge | Episodis                   |         |
| ---- | ------ | ---------- | -------------------------- | ------- |
| 2025 | Legado | Lara       | 8 episodis (sèrie sencera) | Netflix |

## Vida personal
Va estudiar batxillerat artistic i fou alumna d'Estudi per l'Actor, escola de Laura Jou.